# Cut.Rate.Box
Cut.Rate.Box ist ein von G. Wygonik gegründetes US-amerikanisches Musikprojekt, dessen Musikstil sich zwischen Synthie-Pop und Industrial bewegt.

## Bands
Cut.Rate.Box ist von den Bands Front 242 und Coil stark beeinflusst. Das Projekt besitzt Ähnlichkeiten von Industrial, Wave, Synthie- und Future Pop.
Live ist das Projekt schon mit bekannteren Bands wie Nine Inch Nails, Pop Will Eat Itself, Alien Sex Fiend, Foetus, VAST, Covenant, VNV Nation und Beborn Beton auf Tour gewesen.

## Geschichte
Cut.Rate.Box wurde 1989 von G. Wygonik in Florida gegründet. Das Projekt zog daraufhin zu verschiedenen Orten der USA um, wie zum Beispiel Chicago, New Orleans und North Carolina. Seit dem Hurrikan Katrina befindet sich Cut.Rate.Box als Soloprojekt von G. Wygonik in Auston, Texas. Das neueste Album der Band stammt aus dem Jahr 2017 und trägt den Titel Xenophobe.

## Diskografie
- Distemper (1994)
- New Religion (2000)
- Dataseed (2001)
- Xenophobe (2017)